# Louis Andriessen

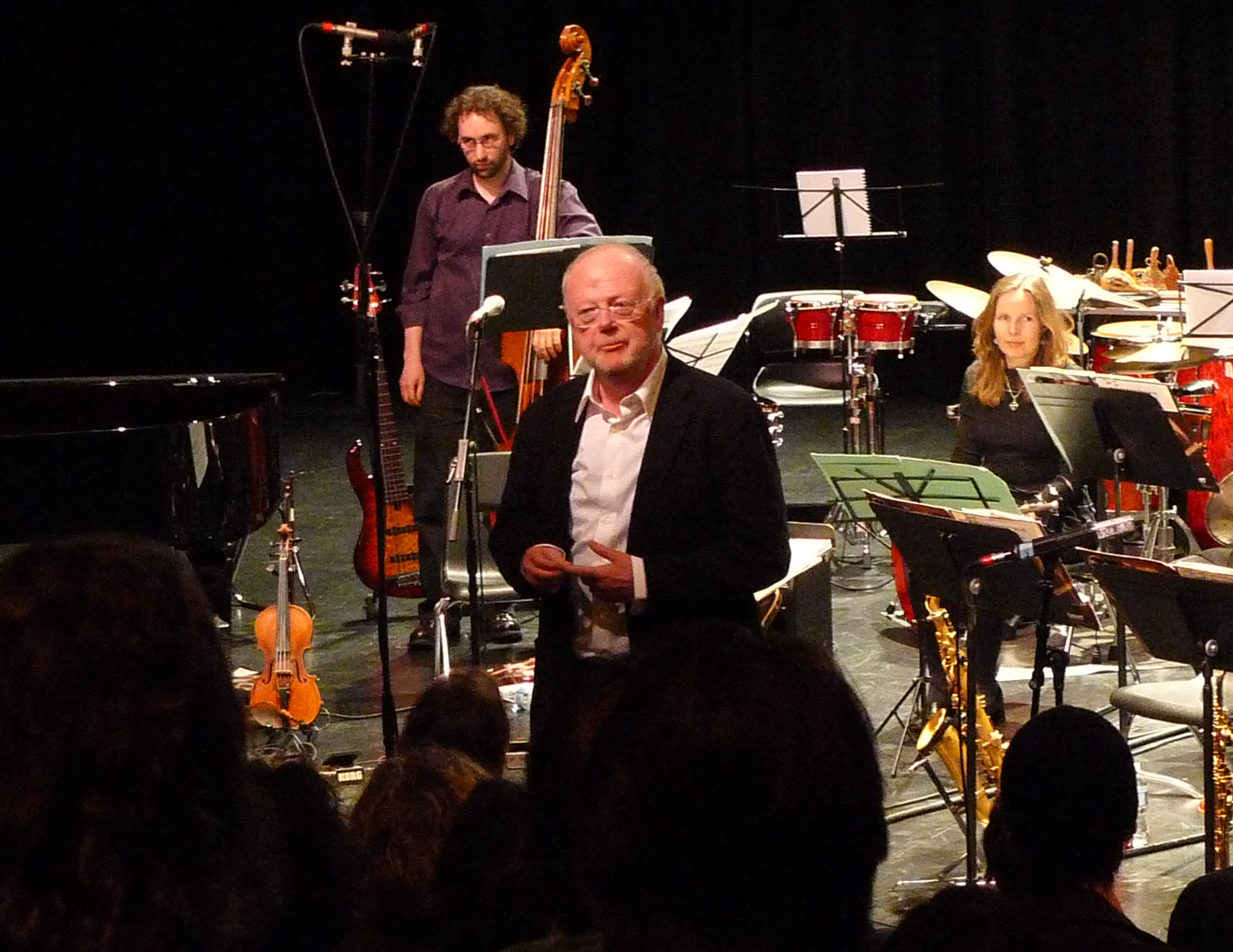
Louis Andriessen in Vancouver in 2019

Louis Joseph Andriessen (Utrecht, 6 juni 1939 – Weesp, 1 juli 2021) was een Nederlands componist.

## Biografie
Louis Andriessen kwam uit een familie van musici. Zijn vader Hendrik Andriessen (1892-1981) en zijn oudere broer Jurriaan (1925-1996) waren bekende componisten. Ook zijn oom, de pianist Willem Andriessen (broer van Hendrik) en zijn zus, de pianiste Caecilia Andriessen (1931-2019) met wie hij vaak optrad, componeerden. Zijn oudste zus Heleen Andriessen (1921-2000) was fluitiste.
Hij studeerde compositie bij zijn vader en bij Kees van Baaren aan het Koninklijk Conservatorium in Den Haag. Van 1962 tot 1964 studeerde hij bij Luciano Berio in Milaan en Berlijn. In 1959 won hij de Gaudeamus Award voor jonge componisten tijdens de Gaudeamus Muziekweek.
Andriessen zette zich af tegen conservatisme in de muziekwereld. Hij was met Reinbert de Leeuw aan het eind van de jaren zestig initiatiefnemer van de Aktie Notenkraker met als bekend gebleven actie de verstoring van een concert van het Concertgebouworkest. Met de componisten Reinbert de Leeuw, Peter Schat, Jan van Vlijmen en Misha Mengelberg en de schrijvers Harry Mulisch en Hugo Claus, schreef hij de opera Reconstructie (1968-1969). In de jaren zeventig schreef hij muziek met politieke lading, zoals Volkslied (1971) en Workers Union (1975). Voor harmonieorkest schreef hij in opdracht van de gemeente Amsterdam in 1974 Symfonieën der Nederlanden.
Om zijn stukken in onconventionele bezetting te laten spelen richtte hij in de jaren zeventig de ensembles Orkest de Volharding en Hoketus op. Het stuk Hoketus uit 1977 was de aanleiding voor het ontstaan van het gelijknamige ensemble. Andriessen maakte hier als pianist deel van uit. Zijn vrouw Jeanette Yanikian speelde basgitaar in het ensemble.
Er volgden meer composities voor grote ensembles: Il Principe (1974), De Staat (zijn doorbraak in 1976), Mausoleum (1979) en De Tijd (1981). 
Vanaf de tweede helft van de jaren tachtig legde Andriessen zich meer en meer toe op toneelmuziek, filmmuziek en muziektheater. Bekend werden zijn opera's De Materie (1988), Rosa: A Horse Drama (1988), en Writing to Vermeer (1999), beide laatstgenoemde in samenwerking met Peter Greenaway. In juni 2008 ging La Commedia in première. In 2013 verscheen het orkestwerk Mysteriën ter gelegenheid van het 125-jarig bestaan van het Koninklijk Concertgebouworkest. Door de bezetting voor symfonieorkest is dit uitzonderlijk in zijn oeuvre.
Bij uitgeverij Querido verscheen in 2002 het boek Gestolen Tijd, dat artikelen, interviews en lezingen van Andriessen over zijn werk samenbrengt.
Vanaf 2008 was Andriessen hoogleraar in de Scheppende Kunsten aan de Universiteit Leiden. In zijn inaugurele rede analyseerde hij zijn compositie Letter from Cathy uit 2003.
Andriessen was sinds 2016 lid van de Akademie van Kunsten. Hij kreeg op 8 januari 2019 een eredoctoraat van de Universiteit van Amsterdam. De eer viel hem te beurt vanwege zijn vernieuwende werk als componist.

## Werk

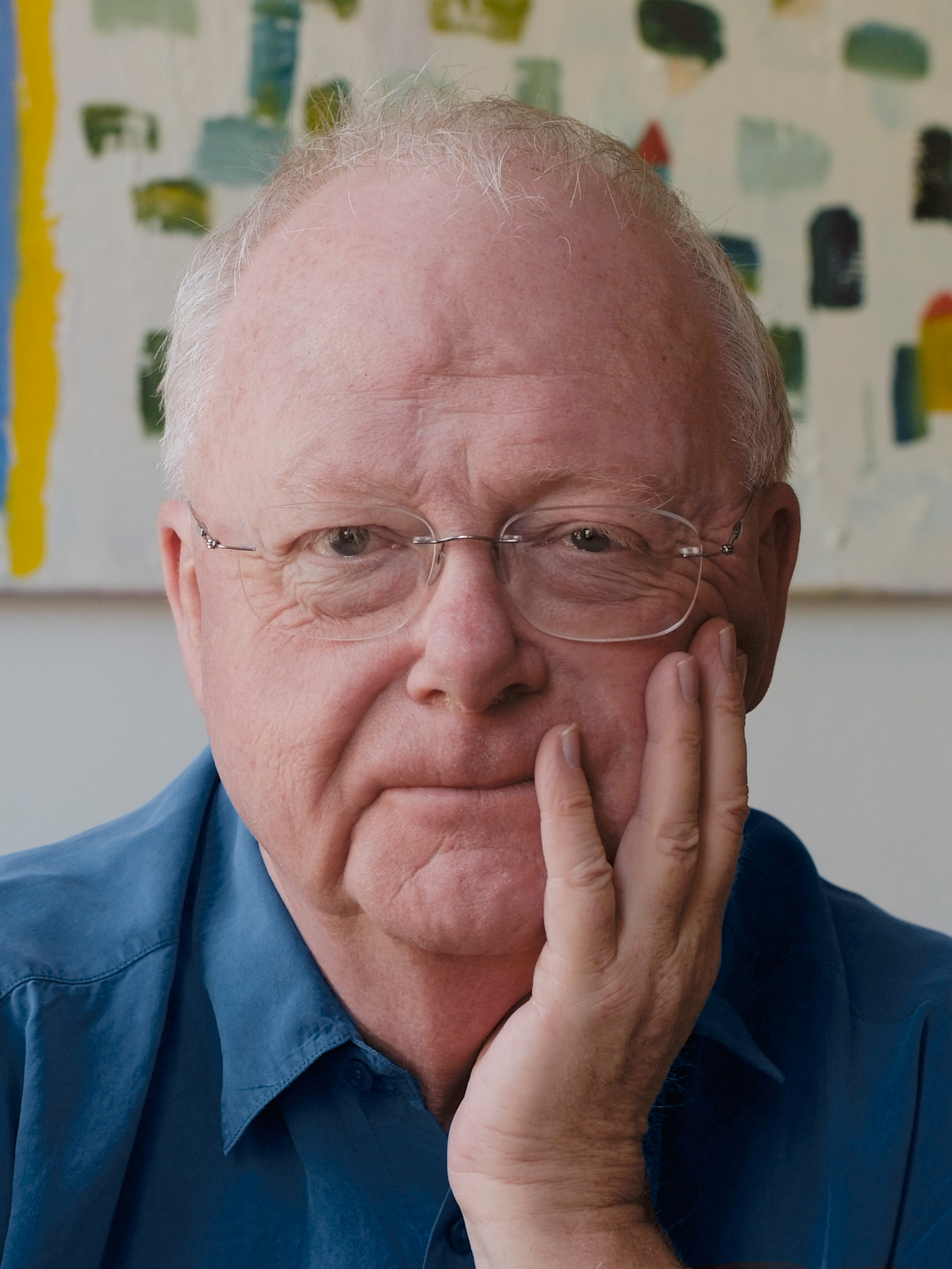
Louis Andriessen (Francesca Patella)

Louis Andriessen gold als een van de grondleggers van de Haagse School, samen met componisten als Jan van Vlijmen, Diderik Wagenaar en Gilius van Bergeijk, allen docent aan het Koninklijk Conservatorium.
Zijn muziek heeft sterke invloed ondergaan van de minimalistische muziek van componisten als Terry Riley en Steve Reich. Andriessen heeft herhaaldelijk opgemerkt in zijn werk sterk beïnvloed te zijn geweest door de muziek van Igor Stravinsky, de componist aan wie hij (samen met musicoloog Elmer Schönberger) het boek Het Apollinisch Uurwerk wijdde.
Louis Andriessen integreerde verschillende muziekgenres, en voornamelijk de podiumkunsten: theater, literatuur, dans en film in zijn composities, die hij verwerkte die in zijn compositielessen. Die lessen en zijn composities zelf hebben bijgedragen aan de ontwikkeling van de Nederlandse ensemblecultuur.
Belangrijk in Andriessens muziek zijn de complexe akkoorden, gespeeld op (veel) blaasinstrumenten en slagwerk.
De Britse muziekuitgeverij Boosey & Hawkes sloot met Louis Andriessen een exclusief contract dat zijn gehele oeuvre betreft.
In 2017 is Andriessen begonnen met 24preludia.
Op zaterdag 5 december 2020 bracht NTR ZaterdagMatinee de première van zijn werk May voor koor en orkest, op fragmenten uit het gedicht Mei van Herman Gorter. Bij het componeren kreeg hij hulp van zijn oud-leerling en vriend Martijn Padding, al heeft deze geen noot aan het werk toegevoegd. Andriessen improviseerde nog veel, maar componeerde niet meer, in verband met zijn dementie.

## Persoonlijk
Andriessen had samen met theatermaakster Betsy Torenbos (1969) een zoon, Lodewijk.

## Publicaties
- Louis Andriessen, Elmer Schönberger: Het apollinisch uurwerk: Over Stravinsky. De Bezige Bij, Amsterdam, 1983. ISBN 978-90-2345287-4
- Louis Andriessen, Mirjam Zegers: Gestolen tijd. Alle verhalen. Querido, Amsterdam, 2002. ISBN 978-90-2145062-9 pagina's

## Dvd
| Dvd's met hitnoteringen in de Nederlandse DVD Music Top 30                 | Datum van verschijnen | Datum van binnenkomst | Hoogste positie | Aantal weken | Opmerkingen                                                               |
| -------------------------------------------------------------------------- | --------------------- | --------------------- | --------------- | ------------ | ------------------------------------------------------------------------- |
| La commedia Operafilm, regisseur Hal Hartley, productie De Nationale Opera | 2014                  | 09-08-2014            | 12              | 6            | Claron McFadden, Jeroen Willems, Asko❘Schönberg o.l.v. Reinbert de Leeuw. |

- Bibsys: 90364765
- Biblioteca Nacional de España: XX966818
- Bibliothèque nationale de France: cb13944260b (data)
- CiNii: DA04779423
- Digitale Bibliotheek voor de Nederlandse Letteren: andr034
- Gemeinsame Normdatei: 118503022
- International Standard Name Identifier: 0000 0001 1480 0920
- Library of Congress Control Number: n81067980
- Nationale Bibliotheek van Letland: 000112889
- MusicBrainz: 4b5e4dc5-2544-405c-a568-d2021b5be16c
- Nationale Bibliotheek van Tsjechië: js20020122063
- Nationale bibliotheek van Australië: 36483646
- Nationale Bibliotheek van Israël: 987007257712305171
- Nationale Bibliotheek van Polen: a0000003009283
- Nederlandse Thesaurus van Auteursnamen: 06954042X
- RKD-Nederlands Instituut voor Kunstgeschiedenis: 1803
- Istituto Centrale per il Catalogo Unico: UBOV399778
- LIBRIS: 213716
- SNAC: w6794rfj
- Système universitaire de documentation: 069181527
- Trove: 1259762
- Union List of Artist Names: 500559679
- Virtual International Authority File: 111315943
- WorldCat: E39PBJgtbHmhyJ9drJ83rH6xjC